# Quercus douglasii
Quercus douglasii là một loài thực vật có hoa trong họ Cử. Loài này được Hook. & Arn. miêu tả khoa học đầu tiên năm 1840.

## Hình ảnh

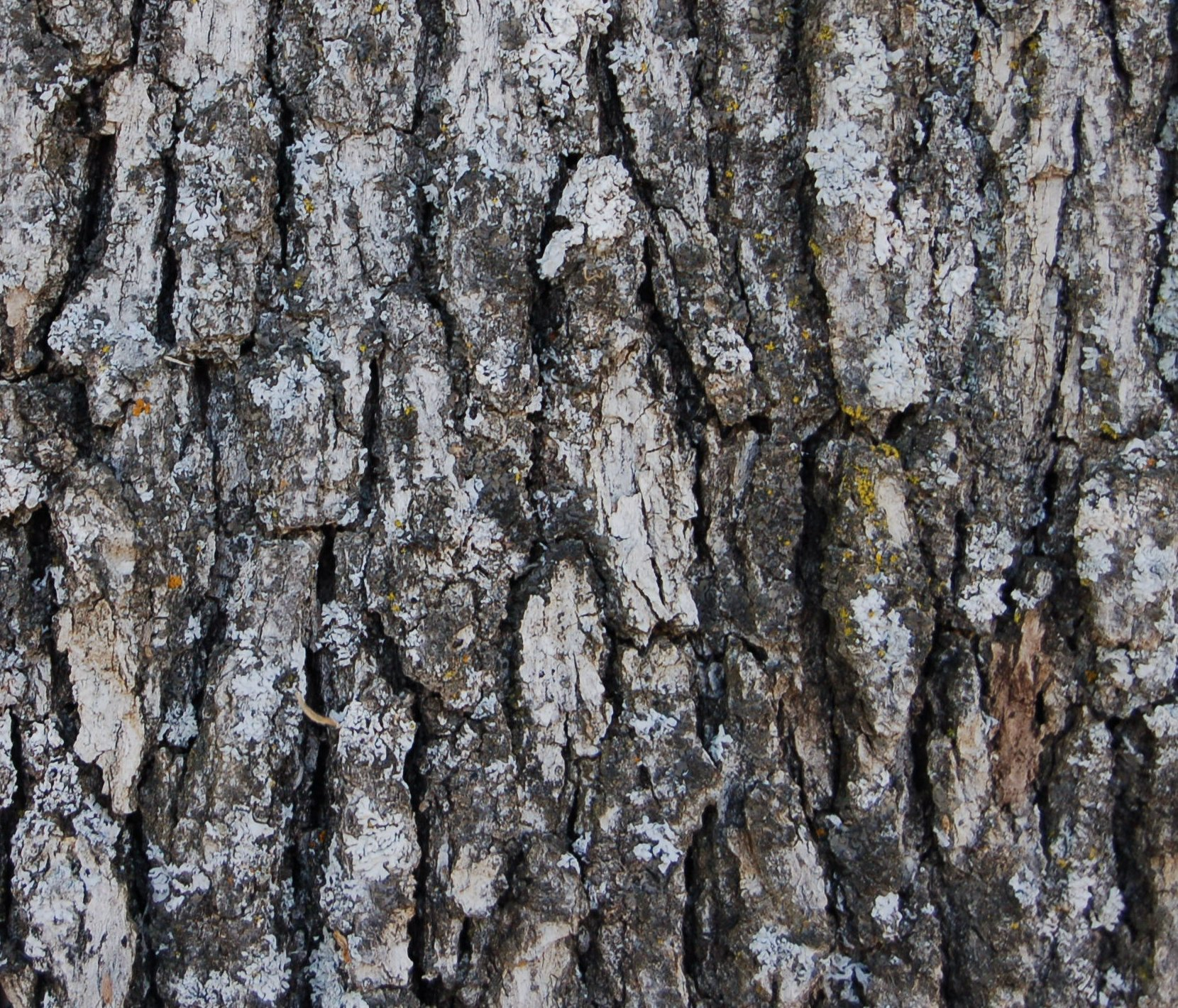
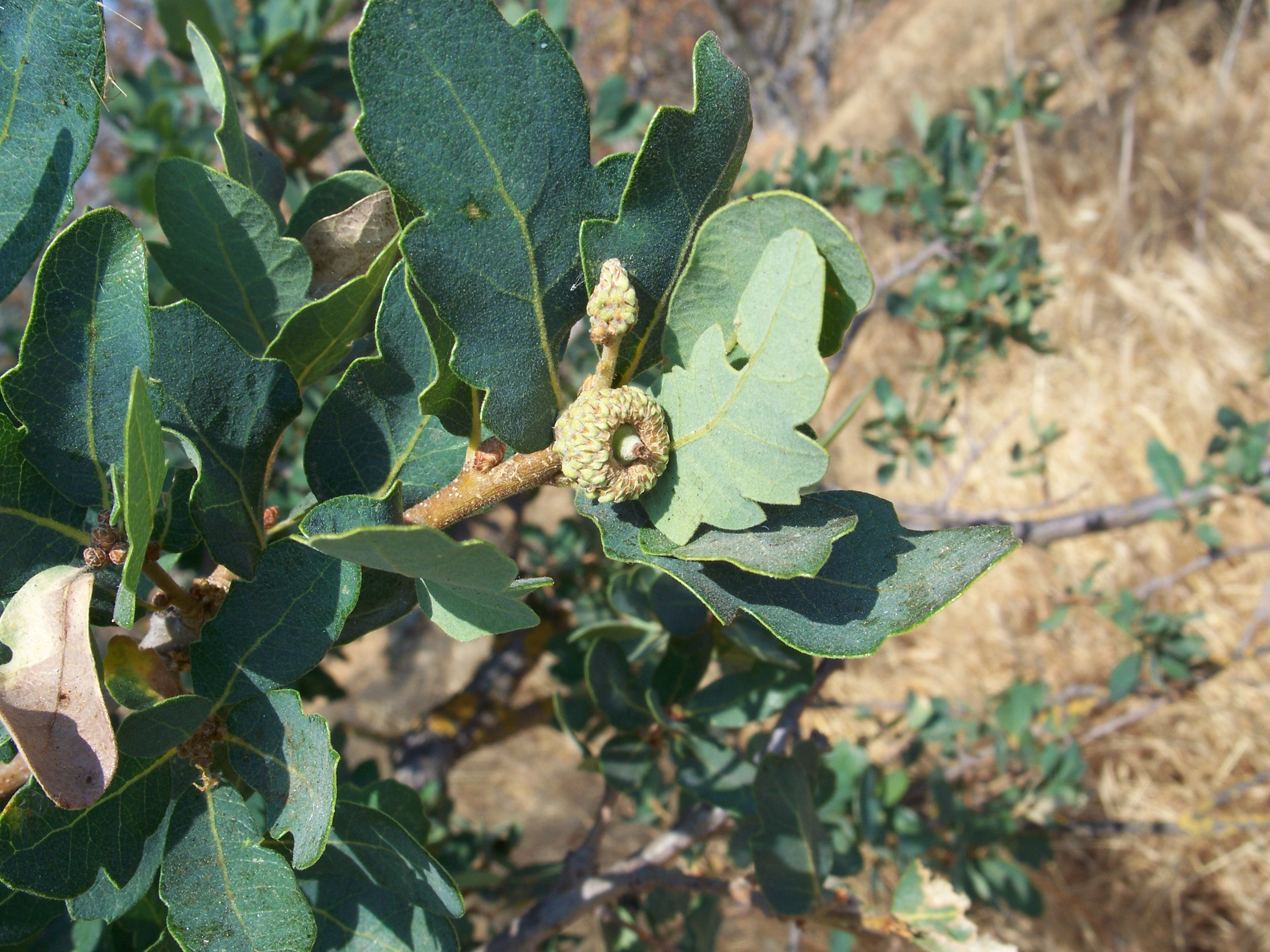
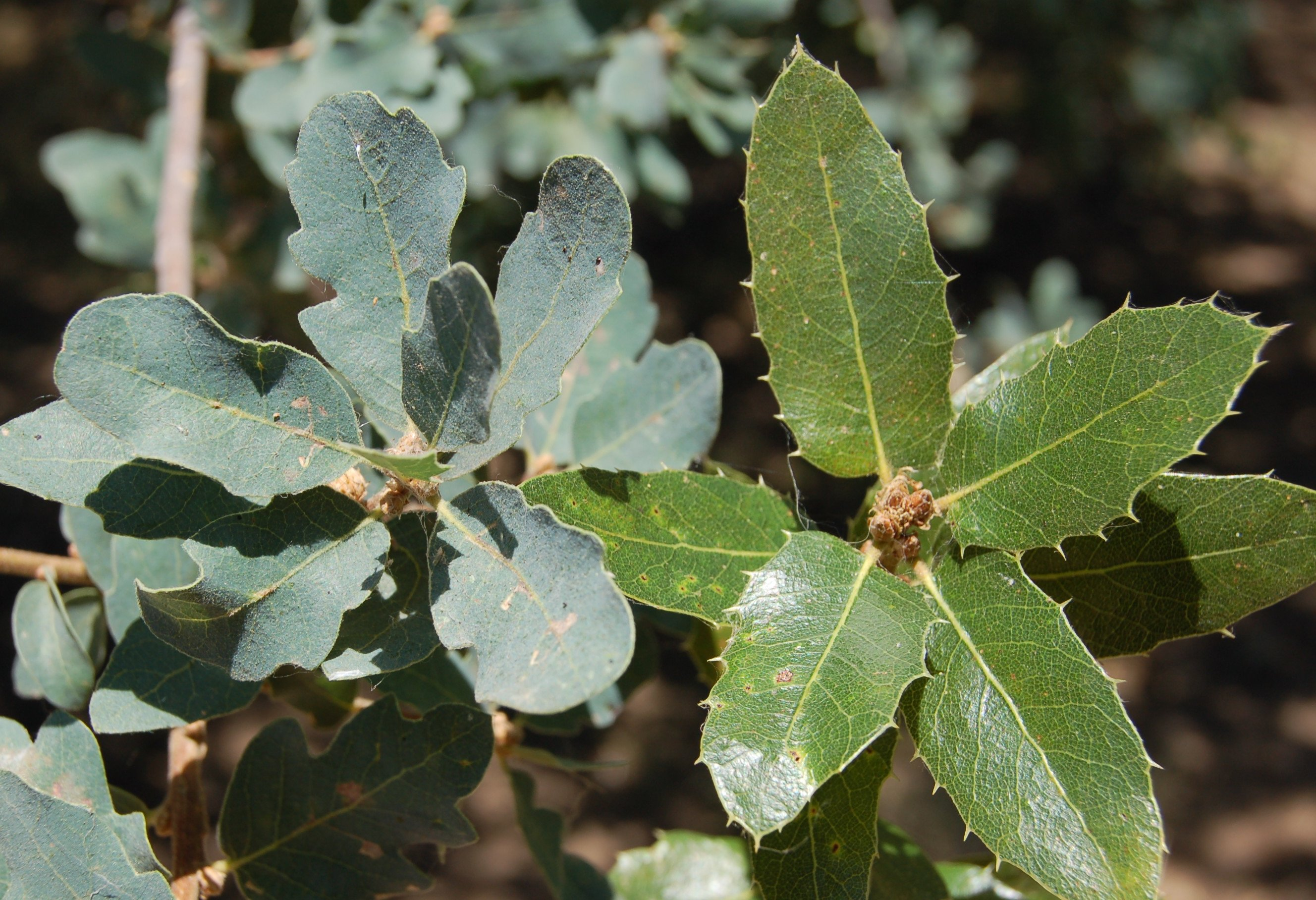
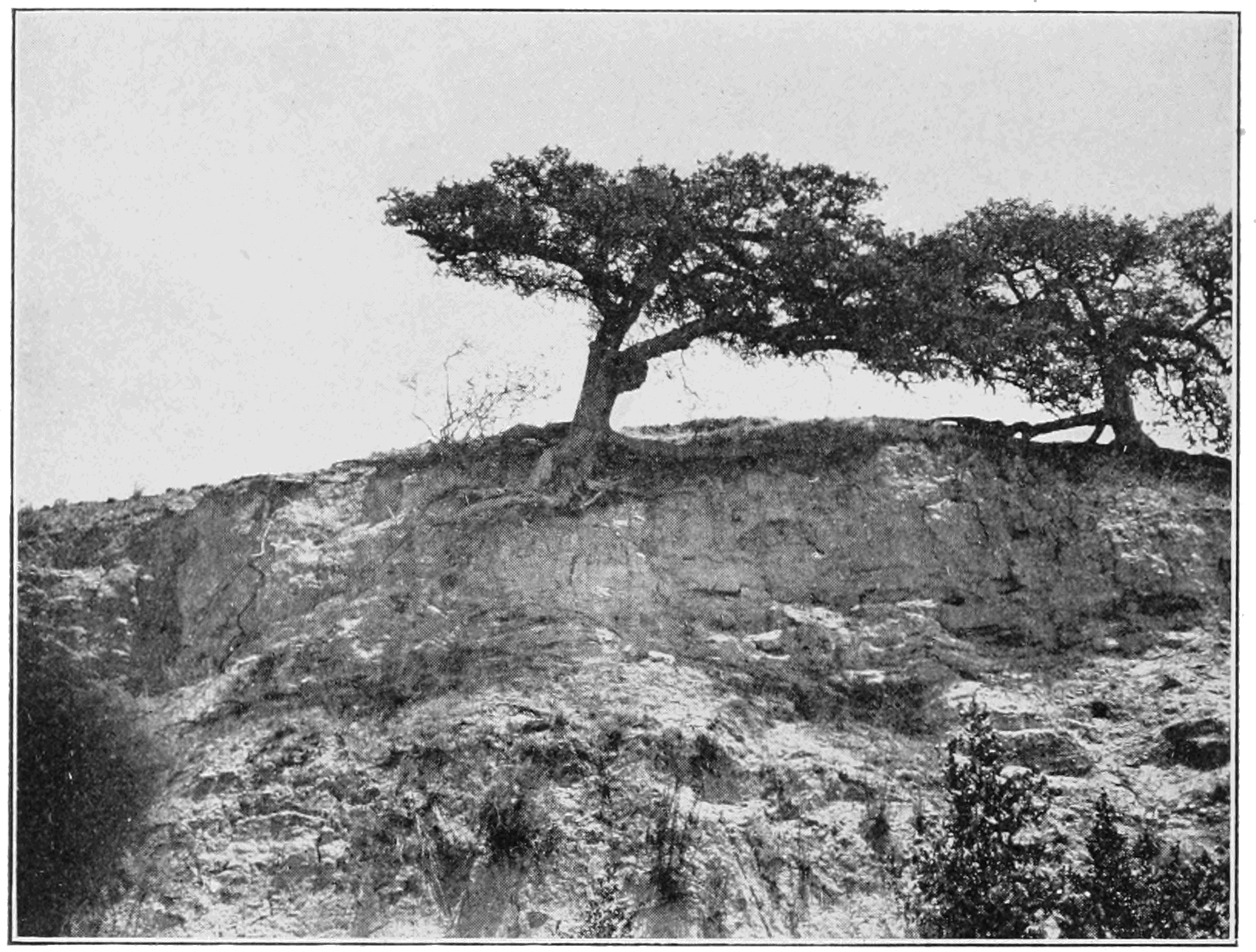